# Nagypályások (televíziós sorozat)
A Nagypályások (eredeti cím: Ballers) 2015 és 2019 között futott amerikai televíziós sorozat. A műsor alkotója Stephen Levinson, a történet egy visszavonult amerikaifutballistáról szól, aki menedzserként folytatja tovább. A sorozat főszereplője Dwayne Johnson, mellette fontosabb szerepekben feltűnik Rob Corddry, John David Washington, Omar Miller és Donovan W. Carter.
Az Amerikai Egyesült Államokban az HBO sugározta 2015. június 21. és 2019. október 13. között. Magyarországon szintén az HBO mutatta be 2015. június 21-én.

## Cselekmény
A sorozat főszereplője Spencer, az NFL amerikaifutball-játékosa, aki már visszavonult a játéktól. Immár új karrierjét építi a sportág másik oldalán és játékosok menedzselésével foglalkozik.

## Szereplők
| Szereplő           | Színész               | Magyar hang       |
| ------------------ | --------------------- | ----------------- |
| Spencer Strasmore  | Dwayne Johnson        | Galambos Péter    |
| Ricky Jerret       | John David Washington | Szatory Dávid     |
| Charles Greane     | Omar Benson Miller    | Kálid Artúr       |
| Vernon Littlefield | Donovan W. Carter     | Welker Gábor      |
| Jason Antolotti    | Troy Garity           | Karácsonyi Zoltán |
| Julie Greane       | Jazmyn Simon          | Botos Éva         |
| Joe Krutel         | Rob Corddry           | Tarján Péter      |
| Reggie             | London Brown          | Fehér Tibor       |
| Larry Siefert      | Dulé Hill             | Lengyel Tamás     |
| Tracy Legette      | Arielle Kebbel        |                   |
| Brett Anderson     | Richard Schiff        | Fazekas István    |
| TTD                | Carl McDowell         |                   |
| Dennis             | Robert Wisdom         |                   |
| Virginia           | Tiffany Jeneen        |                   |
| Nate               | Garth Henry           |                   |
| A Dolphins edzője  | Peter Berg            | Sarádi Zsolt      |
| Tina               | Letoya Luckett        | Orosz Helga       |
| Mr. Johnson        | Kenneth Kay           | Kertész Péter     |

## Epizódok
| Évad | Évad | Részek száma | Részek száma | Eredeti sugárzás    | Eredeti sugárzás     | Eredeti adó         | Magyar sugárzás      | Magyar sugárzás     | Magyar adó |
| Évad | Évad | Részek száma | Részek száma | Évadbemutató        | Évadzáró             | Eredeti adó         | Évadbemutató         | Évadzáró            | Magyar adó |
| ---- | ---- | ------------ | ------------ | ------------------- | -------------------- | ------------------- | -------------------- | ------------------- | ---------- |
|      | 1.   | 10           | 10           | 2015. június 21.    | 2015. augusztus 23.  |                     | 2015. június 21.     | 2015. augusztus 23. |            |
|      | 2.   | 10           | 10           | 2016. július 17.    | 2016. szeptember 25. | 2016. július 18.    | 2016. szeptember 26. |                     |            |
|      | 3.   | 10           | 10           | 2017. július 23.    | 2016. szeptember 24. | 2017. augusztus 6.  | 2017. október 8.     |                     |            |
|      | 4.   | 9            | 9            | 2018. augusztus 12. | 2018. október 7.     | 2018. augusztus 26. | 2018. október 21.    |                     |            |
|      | 5.   | 8            | 8            | 2019. augusztus 25. | 2019. október 13.    | 2019. augusztus 26. | 2019. október 14.    |                     |            |